# Frode Jakobsen
Frode Jakobsen (21. december 1906 i Øster Jølby – 15. juni 1997 i Himmelev) var en dansk politiker (Socialdemokratiet) og minister.
Frode Jakobsen blev født i Øster Jølby på Mors. Han blev cand.mag. i 1939.
Han var medlem af og fra september 1943 formand for Frihedsrådet under besættelsen, indvalgt som repræsentant for Ringen.Han blev minister uden portefølje i befrielsesregeringen. Han var medlem af Folketinget fra 1945 til 1973.
Allerede inden besættelsen var han engageret i modstanden mod nazismen, bl.a. efter kontakt med tyske flygtninge, og hans store indsats under besættelsen blev en forlængelse af disse års holdning, præget af afsky for nazismen, tro på demokratiet og overbevisning om nødvendigheden af aktiv modstand mod dets fjender.
JuniBevægelsen indstiftede i 1995 i samarbejde med Frode Jakobsen Frode Jakobsen-prisen, som uddeles til personer som har vist særligt politisk mod.